# ناوو
ناوو (انگلیسی: Nowo) شرکت مخابرات پرتغالی است، که در سال ۱۹۹۳ تأسیس شد.